# Војне параде ЈНА
Војне параде Југословенске народне армије одржаване су највише у периоду од 1945. до 1960. године и то најчешће - 1. маја за Дан рада или 9. маја за Дан победе над фашизмом. Поред ових централних парада, које су најчешће одржаване у Београду, параде су одржаване и у главним градовима осталих република, као и у другим местима, најчешће за годишњицу ослобођења места или после завршетака маневара. Према Правилу службе ЈНА, војне параде су одржваване по наређењу Врховног команданта.
Прве војне параде одржане су 1. маја 1945. године у Београду, Крагујевцу, Новом Саду, Нишу, Сплиту и Сарајеву. У току 1946. и 1947. године параде су одржаване у свим већим гарнизонима поводом Дана победе (9. мај), Дана републике (29. новембар) и Дана армије (22. децембар). У периоду од 1948. до 1957. године одржаване су само параде поводом 1. маја Дана рада и то у Београду и главним градовима осталих република. Године 1958. и 1959. параде нису одржане, а од 1960. до 1965. године одржаване су само у Београду поводом 1. маја.
Године 1965. из економских разлога параде су укинуте и одређено је да се оне одржавају сваке пете године поводом - 9. маја Дана победе. Од 1965. до 1985. године одржане су свега четири параде:
- 1970. године у Београду, поводом 25. годишњице Победе над фашизмом;
- 1971. године у Карловцу, поводом завршетка маневра „Слобода 71“;
- 1972. године свечани дефиле Југословенске ратне морнарице, поводом завршетка здружене тактичке вежбе „Подгора 72“;
- 1975. године у Београду, поводом 30. годишњице Победе над фашизмом и
- 1985. године у Београду, поводом 40. годишњице Победе над фашизмом.

Параде поводом прославе Празника рада 1. маја називане су и „Првомајске параде“ и поред припадника Југословенске народне армије у њима су учествовале политичке, омладинске, спортске и друштвене организације, као и предузећа, установе, делегације република и покрајина и др. Поред ових одржаване су и ванредне војне параде у част страних државника, који су долазили у посету Југославији. Ове параде одржаване су између 1954. и 1956. године у част - етиопијског цара Хајла Селасија, председника Турске Џелала Бајара, председника Владе Краљевине Бурме У Нуа, председника Владе Индије Нехруа, грчког краља Павла и председника Египта Насера.

## Параде у Народноослободилачкој борби
Војне параде су одржалави и припадници Народноослободилачке војске Југославије током Народноослободилачке борбе, од 1941. до 1945. године. Оне су тада извођене као смотре јединица или дефилеи и њима су обележавани значајни догађаји. Познатије параде у Народноослободилачком рату су биле:
- прослава 24. годишњице Октобарске револуције у ослобођеном Ужицу, 7. новембра 1941. године;
- прослава 1. маја у ослобођеној Кореници, 1942. године уз учешће питомаца Друге класе Официрске школе при Главном штабу НОВ и ПО Хрватске;
- предаја ратних застава пролетрским бригадама - Другој пролетерској бригади 17. октобра 1942. у ослобођеном Дрвару и Првој пролетерској бригади 7. новембра 1942. године у Босанском Петровцу (после примања заставе бригада је парадним маршом прешла кроз град);
- смотра Четврте крајишке дивизије 7. јануара 1943. године у Српским Јасеницама, код Босанске Крупе;
- смотра 26. далматинске дивизије на острву Вису у лето 1944. године;

Прва смотра јединица у ослобођеном Београду одржана је на Бањици приликом доласка маршала Тита, 27. октобра 1944. године. Тада су биле постројене јединице Првог пролетерског корпуса које су поздравиле свог Врховног команданта, а потом после завршене смотре и одржаног говора извршиле дефиле.

## Списак већих војних парада ЈНА
| Списак већих војних парада Југословенске народне армије | | | |
| датум одржавања                                         | повод | место одржавања | командант |
|                                                         | | | |
| 1. мај 1945.                                            | прослава Празника рада | Београд - Теразије | генерал-мајор Бранко Обрадовић |
| напомена                                                | * На паради је учествовало око 1.500 војника из свих родова Копнене војске, морнарице и питомци Војне академије. * Истог дана одржане су параде и у Крагујевцу, Новом Саду, Нишу, Сплиту и Сарајеву.         | * На паради је учествовало око 1.500 војника из свих родова Копнене војске, морнарице и питомци Војне академије. * Истог дана одржане су параде и у Крагујевцу, Новом Саду, Нишу, Сплиту и Сарајеву.         | * На паради је учествовало око 1.500 војника из свих родова Копнене војске, морнарице и питомци Војне академије. * Истог дана одржане су параде и у Крагујевцу, Новом Саду, Нишу, Сплиту и Сарајеву.         |
|                                                         | | | |
| 20. октобар 1945.                                       | прослава годишњице ослобођења Београда | Београд - Теразије | генерал-мајор Павле Јакшић, нхј |
|                                                         | | | |
| 1. мај 1946.                                            | прослава Празника рада | Београд - Теразије | генерал-лајтант Велимир Терзић, нхј |
| напомена                                                | * Истог дана одржане су параде у свим већим гарнизонима ЈА. | * Истог дана одржане су параде у свим већим гарнизонима ЈА. | * Истог дана одржане су параде у свим већим гарнизонима ЈА. |
|                                                         | | | |
| 19. октобар 1946.                                       | прослава годишњице ослобођења Београда | Београд - Теразије | генерал-мајор Павле Јакшић, нхј |
| напомена                                                | * Паради је присуствовала и делегација НР Пољске, која се налазила у посети Југославији. | * Паради је присуствовала и делегација НР Пољске, која се налазила у посети Југославији. | * Паради је присуствовала и делегација НР Пољске, која се налазила у посети Југославији. |
|                                                         | | | |
| 1. мај 1947.                                            | прослава Празника рада | Београд - Теразије | генерал-мајор Милан Купрешанин, нхј |
|                                                         | | | |
| 9. мај 1947.                                            | прослава Дана победе | Београд - Булевар Црвене армије | генерал-пуковник Коча Поповић, нхј |
|                                                         | | | |
| 1. мај 1948.                                            | прослава Празника рада | Београд - Теразије | генерал-мајор Милоје Милојевић, нхј |
|                                                         | | | |
| 1. мај 1949.                                            | прослава Празника рада | Београд - Теразије | генерал-лајтант Љубо Вучковић, нхј |
|                                                         | | | |
| 1. мај 1950.                                            | прослава Празника рада | Београд - Теразије | генерал-лајтант Вељко Ковачевић, нхј |
| напомена                                                | * на паради је приказано првих пет тенкова домаће производње. | * на паради је приказано првих пет тенкова домаће производње. | * на паради је приказано првих пет тенкова домаће производње. |
|                                                         | | | |
| 1. мај 1951.                                            | прослава Празника рада | Београд | генерал-мајор Радивоје Јовановић, нхј |
|                                                         | | | |
| 1. мај 1952.                                            | прослава Празника рада | Београд | генерал-мајор Фрањо Херљевић, нхј |
| напомена                                                | * На паради је први пут приказано наоружање добијено из САД. | * На паради је први пут приказано наоружање добијено из САД. | * На паради је први пут приказано наоружање добијено из САД. |
|                                                         | | | |
| 1. мај 1953.                                            | прослава Празника рада | Београд | генерал-мајор Радо Пехачек, нхј |
| напомена                                                | * На паради је учествовало око 7.000 војника - припадника Копнене војске, морнарице, питомаца Војне академије из Сарајева, уз учешће коњице, моторизованих јединица, 30 борбених авиона и чете милиције.     | * На паради је учествовало око 7.000 војника - припадника Копнене војске, морнарице, питомаца Војне академије из Сарајева, уз учешће коњице, моторизованих јединица, 30 борбених авиона и чете милиције.     | * На паради је учествовало око 7.000 војника - припадника Копнене војске, морнарице, питомаца Војне академије из Сарајева, уз учешће коњице, моторизованих јединица, 30 борбених авиона и чете милиције.     |
|                                                         | | | |
| 1. мај 1954.                                            | прослава Празника рада | Београд - плато испред Савезне скупштине | генерал-мајор Бошко Ђуричковић, нхј |
| напомена                                                | * На паради је учествовало 8.000 војника и 82 борбена авиона. | * На паради је учествовало 8.000 војника и 82 борбена авиона. | * На паради је учествовало 8.000 војника и 82 борбена авиона. |
|                                                         | | | |
| 1. мај 1955.                                            | прослава Празника рада | Београд - плато испред Савезне скупштине | генерал-мајор Ратко Софијанић, нхј |
|                                                         | | | |
| 1. мај 1956.                                            | прослава Празника рада | Београд - плато испред Савезне скупштине | генерал-мајор Марко Перичин, нхј |
|                                                         | | | |
| 1. мај 1957.                                            | прослава Празника рада | Београд - плато испред Савезне скупштине | генерал-мајор Срета Савић |
| напомена                                                | * На паради је учествовало 7.500 војника. | * На паради је учествовало 7.500 војника. | * На паради је учествовало 7.500 војника. |
|                                                         | | | |
| 1. мај 1960.                                            | прослава Празника рада | Београд - плато испред Савезне скупштине | генерал-пуковник Јосип Скочилић, нхј |
|                                                         | | | |
| 1. мај 1961.                                            | прослава Празника рада и 20-о годишњице устанка | Београд - плато испред Савезне скупштине | генерал-потпуковник Милоје Милојевић, нхј |
| напомена                                                | * Истог дана су одржане и параде у свим главним градовима осталих република. | * Истог дана су одржане и параде у свим главним градовима осталих република. | * Истог дана су одржане и параде у свим главним градовима осталих република. |
|                                                         | | | |
| 1. мај 1962.                                            | прослава Празника рада | Београд - плато испред Савезне скупштине | генерал-мајор Илија Радаковић |
| напомена                                                | * На паради је учествовало 6.500 војника и 24 борбена авиона. | * На паради је учествовало 6.500 војника и 24 борбена авиона. | * На паради је учествовало 6.500 војника и 24 борбена авиона. |
|                                                         | | | |
| 1. мај 1963.                                            | прослава Празника рада | Београд - плато испред Савезне скупштине | генерал-мајор Ђуро Дулић, нхј |
| напомена                                                | * На паради је учествовало 6.500 војника, 24 борбена авиона и 12 хеликоптера. | * На паради је учествовало 6.500 војника, 24 борбена авиона и 12 хеликоптера. | * На паради је учествовало 6.500 војника, 24 борбена авиона и 12 хеликоптера. |
|                                                         | | | |
| 1. мај 1964.                                            | прослава Празника рада | Београд - плато испред Савезне скупштине | генерал-потпуковник Петар Матић, нхј |
| напомена                                                | * На паради је учествовало 6.000 војника и 50 борбених авиона. * Први пут су приказани авиони марке МиГ-21 и тенкови Т-55.                                                                                   | * На паради је учествовало 6.000 војника и 50 борбених авиона. * Први пут су приказани авиони марке МиГ-21 и тенкови Т-55.                                                                                   | * На паради је учествовало 6.000 војника и 50 борбених авиона. * Први пут су приказани авиони марке МиГ-21 и тенкови Т-55.                                                                                   |
|                                                         | | | |
| 9. мај 1965.                                            | прослава Дана победе | Београд - плато испред Савезне скупштине | генерал-мајор Димитрије Писковић, нхј |
|                                                         | | | |
| 9. мај 1970.                                            | прослава Дана победе | Београд - плато испред Савезне скупштине | генерал-пуковник Мирко Јовановић, нхј |
| напомена                                                | * На паради је учествовало 8.363 припадника ЈНА, ТО и милиције, уз учешће 557 борбених возила, 60 авиона и 18 хеликоптера.                                                                                   | * На паради је учествовало 8.363 припадника ЈНА, ТО и милиције, уз учешће 557 борбених возила, 60 авиона и 18 хеликоптера.                                                                                   | * На паради је учествовало 8.363 припадника ЈНА, ТО и милиције, уз учешће 557 борбених возила, 60 авиона и 18 хеликоптера.                                                                                   |
|                                                         | | | |
| 9. мај 1975.                                            | прослава Дана победе | Београд - плато испред Савезне скупштине | генерал-пуковник Ђоко Јованић, нхј |
| напомена                                                | * На паради је учествовало 11.000 припадника ЈНА, ТО и милиције, уз учешће 760 артиљеријских оружја, 113 борбених и 506 неборбених возила. * На паради су први пут учествовали и припадници Цивилне заштите. | * На паради је учествовало 11.000 припадника ЈНА, ТО и милиције, уз учешће 760 артиљеријских оружја, 113 борбених и 506 неборбених возила. * На паради су први пут учествовали и припадници Цивилне заштите. | * На паради је учествовало 11.000 припадника ЈНА, ТО и милиције, уз учешће 760 артиљеријских оружја, 113 борбених и 506 неборбених возила. * На паради су први пут учествовали и припадници Цивилне заштите. |
|                                                         | | | |
| 9. мај 1985.                                            | прослава Дана победе | Београд - плато испред Савезне скупштине | генерал-потпуковник Здравко Димић |
| напомена                                                | * На паради је учествовало 6.690 припадника ЈНА, ТО и милиције и Цивилне заштите. * Ово је била последња војна парада у СФРЈ (види Парада 85).                                                               | * На паради је учествовало 6.690 припадника ЈНА, ТО и милиције и Цивилне заштите. * Ово је била последња војна парада у СФРЈ (види Парада 85).                                                               | * На паради је учествовало 6.690 припадника ЈНА, ТО и милиције и Цивилне заштите. * Ово је била последња војна парада у СФРЈ (види Парада 85).                                                               |
|                                                         | | | |